# Houdain-lez-Bavay
Houdain-lez-Bavay è un comune francese di 871 abitanti situato nel dipartimento del Nord nella regione dell'Alta Francia.

## Società

### Evoluzione demografica
Abitanti censiti